# Liste der Naturschutzgebiete im Ostalbkreis
Im Ostalbkreis gibt es 42 Naturschutzgebiete, die zusammen eine Ausdehnung von 1.900 ha haben. Dies entspricht etwa 1,2 % der Fläche des Landkreises. Für die Ausweisung von Naturschutzgebieten ist das Regierungspräsidium Stuttgart zuständig. Nach der Schutzgebietsstatistik der Landesanstalt für Umwelt, Messungen und Naturschutz Baden-Württemberg (LUBW) stehen 2.045,82 Hektar der Landkreisfläche unter Naturschutz, das sind 1,35 Prozent.

## Naturschutzgebiete im Ostalbkreis
| Name                                              | Bild | Kennung            | Einzelheiten | Position | Fläche Hektar | Datum         |
| ------------------------------------------------- | ---- | ------------------ | --- | -------- | ------------- | ------------- |
| Volkmarsberg                                      |      | 1.007 WDPA: 7059   | Oberkochen Hochfläche einer Bergkuppe. Einstige Schafweide, die teilweise vom Wald zurückerobert wurde. | ⊙        | 68,6          | 29. Juli 1938 |
| Bargauer Horn                                     |      | 1.009 WDPA: 81363  | Schwäbisch Gmünd Steiler Südwesthang am Albrand auf Weißem Jura Beta und Gamma. Trockenwald, Wacholder-Schafweide und Gebüschgruppen. | ⊙        | 23,1          | 9. Mai 1939   |
| Dellenhäule                                       |      | 1.023 WDPA: 81510  | Neresheim, Aalen Schafweide mit Wacholder und Hudewald mit alten Weideeichen. | ⊙        | 24,2          | 19. Aug. 1969 |
| Goldberg                                          |      | 1.034 WDPA: 81739  | Bopfingen, Kirchheim am Ries, Riesbürg Landschaftsbestimmender Hügel mit Heidevegetation im Riesrandgebiet mit schöner Fernsicht über das Ries. Geologisch bedeutsam. Durch die Art ihrer Entstehung charakteristische Ausbildung der tertiären Sprudelkalke. Auf dem Sprudelkalk in Taschen noch fossile Guano-Ablagerungen mit reicher fossiler Fauna erhalten. In den Spalten des Sprudelkalks eiszeitliche Tierreste von Wildpferd, Riesenhirsch u. a. Von großer Bedeutung ist die vorgeschichtliche Siedlungsstätte aus dem 3.–1. Jahrtausend v. Chr.                                                               | ⊙        | 32,5          | 8. Feb. 1972  |
| Tierstein mit Hangwald und Egerquelle             |      | 1.037 WDPA: 82716  | Bopfingen Der Tierstein bei Aufhausen am Wanderweg von der Kapfenburg nach Bopfingen ist ein vielbesuchter Aussichtspunkt der östlichen Alb. Vegetationskundlich bemerkenswert wegen der Vielfalt von Pflanzengesellschaften. Auf dem Felsen Steppenheide im Wechsel mit Steppenheide-Gebüsch und -Wald. An den Flanken des Felsens Hangwald mit weitgehend naturhaftem Gepräge. Am Fuß des Felsens Geröllhalden mit sich anschließendem Schluchtwald. Geomorphologisch ein besonders schönes Beispiel eines Quellkessels mit der Egerquelle, einer der bedeutendsten Karstquellen der Ostalb.                            | ⊙        | 2,8           | 14. Aug. 1972 |
| Rauhe Wiese                                       |      | 1.050 WDPA: 82371  | Bartholomä Borstgrasheide über Feuersteinlehm im Albuch mit für die Schwäbische Alb floristischen Seltenheiten. | ⊙        | 5,2           | 12. Juni 1975 |
| Weiherwiesen                                      |      | 1.059 WDPA: 166215 | Essingen Beweidete Feucht- und Heideflächen als Lebensraum einer wertvollen, für das Gebiet der Ostalb seltenen Pflanzen- und Tierwelt. Das Gebiet ist von kulturgeschichtlicher Bedeutung als Zentrum einer früher weitverbreiteten Schafzucht. | ⊙        | 27,5          | 13. März 1978 |
| Streuwiese bei Rötenbach                          |      | 1.083 WDPA: 82658  | Bartholomä Floristisch wertvolle Streuwiese mit ihrer Tierwelt. | ⊙        | 5,6           | 14. Mai 1980  |
| Rosenstein                                        |      | 1.086 WDPA: 82440  | Heubach Markanter Ostfelsen des Rosensteins am Trauf der Ostalb; in reichem Maße vorkommende seltene Pflanzen und Tiergesellschaften. | ⊙        | 21,8          | 30. Jan. 1981 |
| Lorcher Baggerseen                                |      | 1.094 WDPA: 82113  | Lorch Ehemalige Baggerseen im Remstal mit Weichholzauen und einer Entwicklung zur Hartholzaue auf den trockenen Standorten, als Lebensraum stark gefährdeter Tiere und Pflanzen und ökologischer Ausgleichsraum für stark beanspruchte Bereiche des Remstales. Reichhaltiger Vogelbestand. | ⊙        | 18,9          | 5. Nov. 1981  |
| Steinbruchterrassen im Egautal                    |      | 1.099 WDPA: 82629  | Dischingen, Neresheim Kalkmagerrasen auf den Terrassen eines aufgelassenen Steinbruches mit großer Anzahl seltener und bedrohter Pflanzen und Flächen, die der natürlichen Sukzession überlassen werden. | ⊙        | 10,8          | 12. März 1982 |
| Schlucht des Großen Wimbachs                      | BW   | 1.102 WDPA: 82532  | Sulzbach-Laufen, Gschwend Aus naturkundlicher Sicht überaus wertvolle Schlucht im Keuperbergland mit naturnaher Schluchtwaldvegetation. | ⊙        | 3,3           | 1. Juli 1982  |
| Ipf                                               |      | 1.111 WDPA: 82002  | Bopfingen Landschaftlich und kulturgeschichtlich bedeutsamer, überwiegend mit Wacholderheiden bedeckter Zeugenberg der Ostalb. | ⊙        | 59,7          | 30. Dez. 1982 |
| Birkenweiher mit Ober- und Unterholzweiher        |      | 1.115 WDPA: 81407  | Wört Weiherkette mit großflächigen Flachwasser- und Verlandungszonen, Streuwiesen und Feuchtflächen im Wald als Lebensraum einer Vielzahl seltener und vom Aussterben bedrohter Tier- und Pflanzenarten. | ⊙        | 22,2          | 15. Aug. 1983 |
| Dossinger Tal                                     |      | 1.124 WDPA: 162790 | Neresheim Eindrucksvolles, schroff eingeschnittenes Trockental mit seltenen Felsbildungen und wertvoller trockenheits-, licht-, wärme- und kalkliebender Pflanzenwelt. | ⊙        | 22,6          | 31. Aug. 1984 |
| Gromberger Heide                                  |      | 1.130 WDPA: 163328 | Lauchheim Typische Wacholderheide mit einer Vielzahl und teilweise einem Massenvorkommen seltener Pflanzenarten und vielfältiger Fauna. | ⊙        | 17,5          | 4. Dez. 1984  |
| Weiherkette beim Spitalhof                        | BW   | 1.132 WDPA: 166212 | Wört Weiherkette mit großflächigen Flachwasserzonen, Verlandungsbereichen und Streuwiesen als Lebensraum für eine Vielzahl seltener und vom Aussterben bedrohter Pflanzen- und Tierarten. | ⊙        | 23,7          | 14. Feb. 1985 |
| Vorbecken Buch                                    |      | 1.166 WDPA: 166095 | Westhausen, Rainau Durch Ausgleichsmaßnahmen entstandener Feuchtbiotop als Lebensraum einer vielfältigen Flora und Fauna, insbesondere als Brut-, Rast- und Nahrungsraum vieler Vogelarten. | ⊙        | 10,9          | 30. Juli 1990 |
| Tal der Blinden Rot                               |      | 1.169 WDPA: 165810 | Abtsgmünd, Neuler Reizvolle, natürliche Tallandschaft mit natürlich mäandrierendem Bach, kleinräumiges Mosaik mit seltenen und besonders schutzwürdigen Vegetationsbeständen. | ⊙        | 60,4          | 9. Okt. 1990  |
| Auweiher                                          |      | 1.171 WDPA: 162308 | Ellenberg, Wört Durch Aufstau der Rotach entstandener Weiher mit großflächigen Flachwasser- und Verlandungszonen, ausgedehnte Riedflächen und Röhrichtbestände, Brutbiotop für vom Aussterben bedrohte Vogelarten. | ⊙        | 22,8          | 5. Nov. 1990  |
| Riegelberg                                        | BW   | 1.172 WDPA: 165179 | Riesbürg Markanter, erdgeschichtlich bedeutsamer Höhenrücken am Riesrand mit typischer Heideflora; die extensive Nutzung soll beibehalten werden. | ⊙        | 21,4          | 13. Nov. 1990 |
| Breitweiher mit Hilsenweiher                      | BW   | 1.174 WDPA: 162556 | Stödtlen Weiher mit großflächigen Flachwasser- und Verlandungszonen und im Wald liegende kleinere Feuchtflächen als Lebensraum einer Vielzahl seltener und vom Aussterben bedrohter Pflanzen- und Tierarten. | ⊙        | 13,1          | 4. Dez. 1990  |
| Blasienberg                                       |      | 1.179 WDPA: 162446 | Kirchheim am Ries Offene, ungestörte, beweidete Halbtrockenrasen und angrenzende Äcker mit spezifischer Ackerwildkraut-Flora; vielfältiger Lebensraum gefährdeter Arten. | ⊙        | 41,7          | 4. Juni 1991  |
| Zwing                                             |      | 1.188 WDPA: 166433 | Dischingen, Nattheim, Neresheim Zusammenhängende, großflächige Wacholderheiden und Kalkmagerwiesen, naturnahe Kalkbuchenwälder, Steppenheiden und Säume im Wechsel zur offenen Landschaft; Lebensraum für eine Vielzahl von Lebensgemeinschaften mit großer Anzahl seltener und besonders geschützter Tier- und Pflanzenarten; z. T. Schonwald (LWaldG § 32). | ⊙        | 102,3         | 26. Okt. 1992 |
| Wiesentäler bei der Menzlesmühle                  |      | 1.196 WDPA: 166306 | Alfdorf (Rems-Murr-Kreis), Kaisersbach (Rems-Murr-Kreis), Gschwend Reizvolle offene Wiesentäler mit extensiv genutzten Naßwiesen unterschiedlichster Prägung im Wechsel mit Kleinseggensümpfen, Großseggenrieden und Hochstaudenfluren; der Hagensee mit Verlandungszonen, naturnahe Bachläufe; Lebensraum für bedrohte Pflanzen- und Tierarten; bodenständige Fischpopulationen der Forellenregion; kulturhistorisch interessante Talabschnitte. | ⊙        | 62,4          | 2. Nov. 1993  |
| Lindenfeld                                        |      | 1.202 WDPA: 164464 | Schwäbisch Gmünd Am Hangfuß des Nordtraufes der Schwäbischen Alb gelegene, großflächige, extensiv als Schafweiden genutzte Wiesenhänge mit basenarmen Magerrasen in enger Verzahnung mit feuchten und wechselfeuchten Standorten auf der gesamten Fläche; ehemaliger Truppenübungsplatz. | ⊙        | 75,3          | 29. Juli 1994 |
| Kaltes Feld mit Hornberg, Galgenberg und Eierberg |      | 1.205 WDPA: 164010 | Lauterstein, Schwäbisch Gmünd, Waldstetten (Ostalbkreis) Besonders vielfältige Landschaft mit großflächigen Wacholderheiden, kleinen Heideflächen, naturnahen Waldflächen und Wiesen; hochwertiger Biotopverbund für wärme- und trockenheitliebende Pflanzen- und Tierarten; Lebensraum für eine große Anzahl von bedrohten Arten. | ⊙        | 644,4         | 23. Dez. 1994 |
| Tonnenberg, Käsbühl, Karkstein                    |      | 1.209 WDPA: 165922 | Bopfingen, Lauchheim Vielfältiger, artenreicher Lebensraumkomplex mit Wald, Hecken, Säumen, Äckern, Wiesen, Kalkmagerrasen, Felsbändern und Feuchtgebieten; typisches Relikt einer Kulturlandschaft. | ⊙        | 172,6         | 21. Apr. 1995 |
| Orbachtal mit Streuwiesen                         |      | 1.217 WDPA: 164947 | Rosenberg Abwechslungsreiches Landschaftsmosaik mit Streuwiesen, seggen- und binsenreichen Naßwiesen, Röhrichtbeständen sowie einem naturnahen Sumpfwald; Lebensraum einer artenreichen Flora mit z. T. sehr seltenen Arten. | ⊙        | 6,0           | 29. Juni 1978 |
| Bergrutschung Tannenwald                          |      | 1.219 WDPA: 162385 | Waldstetten Beispiel für aktuelle Rückverlagerungsvorgänge am Trauf der Schwäbischen Alb zur weitgehend unbeeinflussten Wiederbesiedlung der Rutschfläche durch Pflanzen und Tiere als herausragendes Naturereignis von geologischer, geomorphologischer, landeskundlicher und biologischer Bedeutung. | ⊙        | 10,9          | 7. Okt. 1996  |
| Kapf bei Trochtelfingen                           |      | 1.221 WDPA: 164021 | Bopfingen Für die Kraterrandzone des Rieses regionaltypischer, artenreicher Lebensraumkomplex aus Kalkbuchenwald, trockenwarmen Säumen, Heideflächen und scherbigen Kalkäckern mit einer Vielzahl, teilweise sehr seltenen Pflanzen- und Tierarten. | ⊙        | 61,3          | 5. Nov. 1996  |
| Stausee Stockmühle                                |      | 1.222 WDPA: 165652 | Westhausen Stausee mit strukturreichen Uferbereichen sowie angrenzende Wald- und Wiesenflächen als Nahrungs-, Rast- und Brutplatz für zahlreiche gefährdete oder vom Aussterben bedrohte Vogelarten; als Trittsteinbiotop überregional bedeutendes Rastgebiet für wassergebundene Zugvögel. Der Stausee Stockmühle liegt nördlich von Lippach (Gemeinde Westhausen, Ostalbkreis) und bildet das letzte Glied in einem System von Speicher- und Rückhaltebecken im oberen Jagsttal. | ⊙        | 43,4          | 10. Feb. 1997 |
| Scheuelberg                                       |      | 1.232 WDPA: 319062 | Heubach, Schwäbisch Gmünd Vielfältige Landschaft mit naturnahen Buchenwald- und Steppenheidegesellschaften, Wacholderheiden, Grünländern, Äckern und Feldhecken in ihrer für die Nordost-Alb repräsentativen, jedoch selten gewordenen Mischung, die erhalten, gefördert und wiederhergestellt werden sollen In ihrer Kombination sind diese Landschaftsteile Lebensräume einer Vielzahl von Tier- und Pflanzengemeinschaften, die andernorts stark rückgängig und daher heute bedroht sind. | ⊙        | 119,9         | 3. Sep. 1998  |
| Schechinger Weiher                                | BW   | 1.239 WDPA: 319059 | Schechingen Regional bedeutsame Vogelrast- und Nahrungsstätte; Weiher mit historischer, kultureller und wissenschaftlicher Bedeutung; die natürlichen Prozesse wie Entwicklung verschiedener Biotoptypen und die Ansiedlung von Lebensgemeinschaften soll ohne Einfluss von Nutzung und Störungen stattfinden. | ⊙        | 12,6          | 30. Dez. 1999 |
| Goldshöfer Sande                                  | BW   | 1.245 WDPA: 318449 | Aalen Relativ ungestörtes Vorkommens der altpleistozänen Goldshöfer Sande auf einer Hügelkuppe im Albvorland als einzigartiges Zeugnis der Erdgeschichte von regionalgeologischer Bedeutung; erd- und landschaftsgeschichtliches Dokument mit überregionaler Bedeutung für Forschung, Lehre und Bildung; Verzahnung des Offenlandes mit vielfältigen Gehölzstrukturen wie Waldrändern, Feldgehölzen, Hecken, Büschen und Einzelbäumen; Brut- und Lebensraum sowie Rückzugsgebiet z. T. stark gefährdeter Vogelarten. | ⊙        | 46,6          | 19. Dez. 2000 |
| Beiberg-Buchberg                                  |      | 1.246 WDPA: 318179 | Bopfingen Landschaftlich herausgehobener, vielfältiger und artenreicher Lebensraumkomplex mit Kalkmagerrasen, Heideflächen, Felsen, Felswänden, Geröllfluren, Wiesen, Hecken und Gebüschen als Lebensräume vieler selten gewordener Tier- und Pflanzenarten, insbesondere eine seltene Felsen- und Trockenrasenvegetation; typischer Relikt der historischen Kulturlandschaft mit ihrem charakteristischen Landschaftsbild; besonders abwechslungsreiches, reizvolles Landschaftsbild in einem für die Erholung hochwertigen und schutzbedürftigen Raum.                                                                  | ⊙        | 20,7          | 24. Aug. 2001 |
| Rot- und Seebachtal                               | BW   | 1.247 WDPA: 319006 | Gschwend Naturnahe Wiesentäler im Welzheimer Wald mit artenreichen Fließgewässern, Gehölzsäumen, Feuchtwiesen, Tümpeln, Röhricht, feuchten Hochstaudenfluren, Gebüschgruppen, Erlen-Eschen-Auwald und einem teilweise erhaltenen historischen Mühlkanal, die aus wissenschaftlichen, ökologischen, naturgeschichtlichen, landeskundlichen und kulturellen Gründen erhalten und gepflegt werden sollen; Lebensgemeinschaften und Lebensstätten einer artenreichen, an feuchte Standorte gebundenen Tier- und Pflanzenwelt mit seltenen, bedrohten Arten; Wiesentäler und Waldflächen mit traditioneller Erholungsfunktion. | ⊙        | 15,6          | 3. Sep. 2001  |
| Schlossberg mit Ruine Flochberg                   |      | 1.250 WDPA: 165420 | Bopfingen Landschaftlich herausgehobener, vielfältiger, artenreicher Lebensraumkomplex, insbesondere mit Kalkmagerrasen, Hecken, Schotter- und Felsfluren, Wiesen und Gebüsch als Lebensräume vieler selten gewordener Tier- und Pflanzenarten, sowie als typischem Relikt der historischen Kulturlandschaft und als besonders abwechslungsreiches, reizvolles Landschaftsbild eines für die Erholung hochwertigen und schutzbedürftigen Raumes. | ⊙        | 9,5           | 12. Juni 2002 |
| Muckental                                         |      | 1.258 WDPA: 318810 | Ellenberg, Ellwangen (Jagst) Zwei historische Weiher und Feuchtflächen mit extensiven Wiesen, Seggenrieden, Hochstaudenfluren, Röhrichten, Flachwasserzonen, Wasserpflanzen und naturnahen Wäldern. Die landschaftliche Vielfalt, Eigenart und Schönheit der historischen Weiher und Feuchtflächen sind aus wissenschaftlichen, ökologischen, naturgeschichtlichen und landeskundlichen Gründen zu erhalten. | ⊙        | 33,1          | 17. Dez. 2003 |
| Leintal zwischen Leinecksee und Leinhäusle        |      | 1.259 WDPA: 318724 | Alfdorf, Durlangen, Spraitbach Feuchtwiesenmosaik mit einer vielfältigen, wenig erschlossenen Auenlandschaft mit noch naturnah mäandrierendem Fließgewässer, Altarmen und Tümpeln, Nasswiesen, Riede und Röhrichte sowie Erlenufer- und Bruchwälder. | ⊙        | 202,1         | 17. Dez. 2003 |
| Ellwanger Schloßweiher und Umgebung               |      | 1.269 WDPA: 378070 | Ellwangen (Jagst) Erhaltung der Schlossweiher sowie Erhaltung und Förderung einer charakteristischen Kulturlandschaft des Ellwanger Hügel- und Seenlandes mit schützenswerten Landschaftsbildern und Lebensräumen mit Weihern, Schafweiden, Obstbaumwiesen, alten Eichen, Alleen, kleinen Wäldern und Hecken. | ⊙        | 62,9          | 31. Okt. 2006 |
| Wental mit Seitentälern und Feldinsel Klösterle   |      | 1.274 WDPA: 389994 | Steinheim am Albuch, Essingen (Württemberg) Erhaltung und Sicherung des Wentales mit seinen Neben- und Seitentälern, die von geologischen Besonderheiten geprägt und für die Schwäbische Alb einzigartig sind. | ⊙        | 288,4         | 29. Dez. 2008 |
| Legende für Naturschutzgebiet                     |      |                    | |          |               |               |